# Открытые двери (фильм, 1990)
«Открытые двери» (итал. Porte aperte) — кинофильм, драма режиссёра Джанни Амелио, вышедшая на экраны в 1990 году. Экранизация одноимённого романа Леонардо Шаши.

## Сюжет
Действия фильма разворачивается в Палермо тридцатых годов. Честный судья Вито Ди Франческо, пытается смягчить приговор Томмазо Скалиа, приговорённого к смертной казни, за убийство бывшего начальника, сослуживца и собственной жены. Судья сталкивается с властями, и даже с подсудимым, который просит чтобы его расстреляли. Несмотря на всё, Скалия получает пожизненное тюремное заключение. Своим поступком, Франческо спасет подсудимого, но его карьера рушится. Фильм заканчивается тем, что Скалию приговорили к расстрелу в апелляционном суде.
Название фильма отсылает к тому факту, что герой фильма — честный судья Вито — считает своим долгом работать так, чтобы честные люди могли жить спокойно, оставляя двери своих домов открытыми.

## В ролях
- Джан Мария Волонте — судья Вито ди Франческо
- Эннио Фантастикини — Томмазо Скалия
- Ренцо Джовампьетро — председатель Санна
- Ренато Карпентьери — Консоле
- Туччо Музумечи — адвокат Спатафора
- Сильверио Блази — адвокат
- Витальба Андреа — Роза Скалия
- Джакомо Пиперно — прокурор
- Лидия Альфонси — маркиза Анна Пиронти

## Награды и номинации
- 1990 — 4 премии «Давид ди Донателло»: лучший фильм, лучший актёр (Джан Мария Волонте), лучший дизайн костюмов (Джанна Джисси), лучший звук (Ремо Уголинелли). Кроме того, лента получила 7 номинаций: лучший режиссёр (Джанни Амелио), лучший сценарий (Джанни Амелио, Винченцо Черами, Алессандро Сермонета), лучший продюсер (Анджело Риццоли), лучший актёр второго плана (Эннио Фантастикини), лучшая операторская работа (Тонино Нарди), лучшая работа художника-постановщика (Амедео Фаго, Франко Велки), лучший монтаж (Симона Паджи).
- 1990 — 4 премии Европейской киноакадемии: лучший европейский фильм года (Анджело Риццоли), европейское открытие года (Эннио Фантастикини), лучший европейский оператор (Тонино Нарди), специальный приз жюри (Джан Мария Волонте «за его гениальность и щедрость»).
- 1991 — номинация на премию «Оскар» за лучший фильм на иностранном языке.
- 1991 — две премии «Серебряная лента» за лучшую режиссуру (Джанни Амелио) и за лучшую мужскую роль второго плана (Эннио Фантастикини), а также 3 номинации: лучший сценарий (Джанни Амелио, Винченцо Черами), лучший актёр (Джан Мария Волонте), лучшая операторская работа (Тонино Нарди).